# حيود الإلكترونات

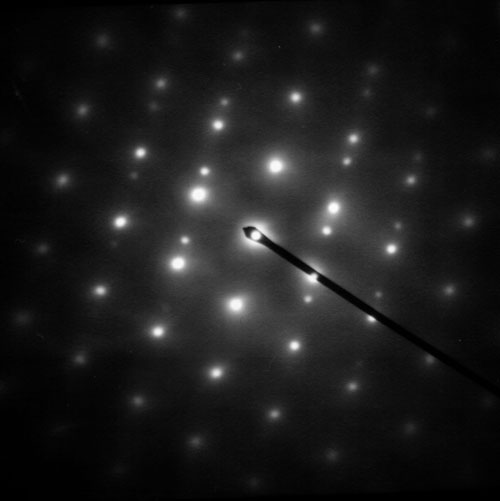
صورة الحيود على الحديد.

حيود الإلكترونات (بالإنجليزية: Electron Diffraction)‏ هو انكسار منظم لموجات الإلكترونات عند تخللها البلورات. وينشأ عن ذلك الانكسار أن شعاع الإلكترونات الساقط يتشتت بعد الخروج منها معطيا توزيعا منتظما يدل على البناء البلوري (المنتظم) للمادة الصلبة. وقد يكون البناء البلوري مكعبا كما في الحديد والنحاس والذهب والفضة ، أو سداسيا التركيب كما في الجرافيت .
ويستخدم حيود الإلكترونات لغرض تعيين توزيع الذرات في المادة الصلبة.
ونعرف عن حيود موجات الأشعة السينية المسمى بحيود براج ، أن الأشعة السينية الساقطة على بلورة من اتجاه معين تنتشر طبقا لشكل منتظم بعد خروجها من البلورة. وتحدث ظاهرة الحيود عندما تقارب موجة أشعة إكس المسافات بين الذرات في المادة.

## شروط حدوث الحيود

Bragg diffraction

يحدث حيود الإلكترونات  عندما يكون طول موجة الإلكترونات مماثلا لأبعاد الذرات في البلورة، حيث تنعكس الموجات من طبقات مشغولة بالذرات، وتتداخل تداخلا بناء طبقا لقانون براج.
ففي البلورة تنعكس الموجات الساقطة على عدة طبقات تنفصل عن بعضها بنفس المسافة d كما في الرسم. وعندما تتداخل الموجات المنعكسة تداخلا بناء ، يظل الطور بينهم ثابتا حيث أن مسار كل موجة يساوي عددا صحيحا n لطول الموجة λ. ويخضع فارق المسار بين موجتين تتداخلا تداخلا بناء إلى العلاقة:
{\displaystyle 2d\sin \theta } = λn
حيث θ هي زاوية الانعكاس.

## اقرأ أيضا
- حيود براج
- حيود النيوترونات
- مثنوية جسيم-موجة
- قانون براج
- حيود
- تشتت تومسون
- مجهر دي برولي الذري